# 2000-es strandlabdarúgó-világbajnokság
A 2000-es strandlabdarúgó-világbajnokság volt a 6. világbajnokság a standfutball történetében. A tornát 2000. február 13. és február 20. között rendezték meg Brazíliában, Rio de Janeiróban. A világbajnoki trófeát a brazil csapat szerezte meg.

## Résztvevők
Rendező:
- Brazília (Dél-amerikai zóna)

Európai zóna
- Franciaország
- Németország
- Olaszország
- Portugália
- Spanyolország

Dél-amerikai zóna
- Argentína
- Peru
- Uruguay
- Venezuela

Észak-amerikai zóna
- Egyesült Államok

Ázsiai zóna
- Japán

## Eredmények

### Csoportkör
| Jelmagyarázat                 |
| ----------------------------- |
| Továbbjutott a csoportkörből. |
| Kiesett a csoportkörből.      |

#### A csoport
| Csapat      | M | Gy | D | V | G+ | G– | Gk  | P |
| ----------- | - | -- | - | - | -- | -- | --- | - |
| Brazília    | 2 | 2  | 0 | 0 | 22 | 7  | +15 | 6 |
| Olaszország | 2 | 1  | 0 | 1 | 9  | 14 | –5  | 3 |
| Németország | 2 | 0  | 0 | 2 | 7  | 17 | –10 | 0 |

| 2000. február 13. |

| Brazília | 10–4 | Olaszország |
| -------- | ---- | ----------- |
|          |      |             |

| Marina da Glória |

| 2000. február 14. |

| Brazília | 12–3 | Németország |
| -------- | ---- | ----------- |
|          |      |             |

| Marina da Glória |

| 2000. február 15. |

| Olaszország | 5–4 | Németország |
| ----------- | --- | ----------- |
|             |     |             |

| Marina da Glória |

#### B csoport
| Csapat     | M | Gy | D | V | G+ | G– | Gk | P |
| ---------- | - | -- | - | - | -- | -- | -- | - |
| Japán      | 2 | 2  | 0 | 0 | 7  | 6  | +1 | 6 |
| Portugália | 2 | 1  | 0 | 1 | 8  | 6  | +2 | 3 |
| Argentína  | 2 | 0  | 0 | 2 | 6  | 9  | –3 | 0 |

| 2000. február 13. |

| Portugália | 5–3 | Argentína |
| ---------- | --- | --------- |
|            |     |           |

| Marina da Glória |

| 2000. február 14. |

| Japán | 5–4 (b. u.) | Portugália |
| ----- | ----------- | ---------- |
|       |             |            |

| Marina da Glória |

| 2000. február 15. |

| Japán | 4–3 | Argentína |
| ----- | --- | --------- |
|       |     |           |

| Marina da Glória |

#### C csoport
| Csapat        | M | Gy | D | V | G+ | G– | Gk | P |
| ------------- | - | -- | - | - | -- | -- | -- | - |
| Peru          | 2 | 2  | 0 | 0 | 8  | 2  | +6 | 6 |
| Venezuela     | 2 | 1  | 0 | 1 | 4  | 1  | +3 | 3 |
| Franciaország | 2 | 0  | 0 | 2 | 2  | 11 | –9 | 0 |

| 2000. február 13. |

| Peru | 1–0 | Venezuela |
| ---- | --- | --------- |
|      |     |           |

| Marina da Glória |

| 2000. február 14. |

| Peru | 7–2 | Franciaország |
| ---- | --- | ------------- |
|      |     |               |

| Marina da Glória |

| 2000. február 15. |

| Venezuela | 4–0 | Franciaország |
| --------- | --- | ------------- |
|           |     |               |

| Marina da Glória |

#### D csoport
| Csapat           | M | Gy | D | V | G+ | G– | Gk | P |
| ---------------- | - | -- | - | - | -- | -- | -- | - |
| Spanyolország    | 2 | 1  | 0 | 1 | 8  | 8  | 0  | 3 |
| Egyesült Államok | 2 | 1  | 0 | 1 | 10 | 9  | +1 | 3 |
| Uruguay          | 2 | 1  | 0 | 1 | 8  | 9  | –1 | 3 |

| 2000. február 13. |

| Egyesült Államok | 6–4 | Uruguay |
| ---------------- | --- | ------- |
|                  |     |         |

| Marina da Glória |

| 2000. február 14. |

| Spanyolország | 5–4 | Egyesült Államok |
| ------------- | --- | ---------------- |
|               |     |                  |

| Marina da Glória |

| 2000. február 15. |

| Uruguay | 4–3 | Spanyolország |
| ------- | --- | ------------- |
|         |     |               |

| Marina da Glória |

### Egyenes kieséses szakasz

#### Negyeddöntők
| 2000. február 16. |

| Japán | 6–5 | Olaszország |
| ----- | --- | ----------- |
|       |     |             |

| Marina da Glória |

| 2000. február 16. |

| Spanyolország | 4–3 | Venezuela |
| ------------- | --- | --------- |
|               |     |           |

| Marina da Glória |

| 2000. február 17. |

| Peru | 8–4 | Egyesült Államok |
| ---- | --- | ---------------- |
|      |     |                  |

| Marina da Glória |

| 2000. február 17. |

| Brazília | 6–3 | Portugália |
| -------- | --- | ---------- |
|          |     |            |

| Marina da Glória |

#### Elődöntők
| 2000. február 18. |

| Brazília | 8–4 | Spanyolország |
| -------- | --- | ------------- |
|          |     |               |

| Marina da Glória |

| 2000. február 18. |

| Peru | 5–0 | Japán |
| ---- | --- | ----- |
|      |     |       |

| Marina da Glória |

#### Bronzmérkőzés
| 2000. február 19. |

| Spanyolország | 6–3 | Japán |
| ------------- | --- | ----- |
|               |     |       |

| Marina da Glória |

#### Döntő
| 2000. február 20. |

| Brazília | 6–2 | Peru |
| -------- | --- | ---- |
|          |     |      |

| Marina da Glória |

| A 2000-es strandlabdarúgó-világbajnokság győztese |
| ------------------------------------------------- |
| BRAZÍLIA 6. cím                                   |